# クラブトリー触媒
クラブトリー触媒（クラブトリーしょくばい、英: Crabtree's catalyst）は、イリジウムと1,5-シクロオクタジエン、トリシクロヘキシルホスフィン、ピリジンの錯体である。水素化反応に用いられる均一系触媒の一つであり、エール大学教授のロバート・クラブトリーによって開発された。錯体中のイリジウム原子は、d8錯体に見られるような平面四角形構造をとっている。
クラブトリーと大学院生のジョージ・モリスは、パリ近郊のGif-sur-YvetteにあるInstitut de Chimie des Substances Naturellesにおいて、ウィルキンソンのロジウム触媒のイリジウムアナログを研究していた1970年代に本触媒を発見した。クラブトリー触媒の利点としては、同様の目的で用いられるウィルキンソン触媒では還元が難しいような、反応性の低い4級オレフィンの水素化を行うことが可能な他、分子内にヒドロキシル基やカルボニル基が存在する場合にはそれらの基と同じ側から水素化が起こるため、立体選択的に水素化を行うことが出来るといった特徴が挙げられる。
クラブトリー触媒は新たな触媒の開発の基としても使用されている。リガンドを修飾することにより、触媒の性質を調節することができる。例えば、キラルリガンドを用いることでエナンチオ選択的触媒を開発することができる。
あるterpen-4-olの水素化反応における伝統的な触媒との比較研究が以下のようになされている。エタノール中、パラジウム炭素を用いると生成物の比は20:80でシス異性体が優先的に得られる（下図 2B）。この時。ヒドロキシル基がある極性側は溶媒と相互作用し、非極性側が触媒表面と接する。溶媒としてシクロヘキサンを用いると、この比は53:47となり、極性側が若干触媒方向を向くようになる。クラブトリー触媒を用いるとこの選択性は完全に変わり、ジクロロメタン中ではほぼシス異性体2Aのみが得られる。この指向効果は、基質のヒドロキシル基とイリジウム中心との結合相互作用によるものである。カルボニル基もまた、クラブトリー触媒を用いた水素化反応において選択性を指向することが知られている。